# Ried (Altmannstein)
Ried ist ein Gemeindeteil des Marktes Altmannstein im oberbayerischen Landkreis Eichstätt.

## Lage
Das Dorf liegt auf der Hochfläche der südlichen Frankenalb auf circa 421 – 434 m Meereshöhe an der Staatsstraße 2232 südöstlich von Laimerstadt, 11 km nördlich von Neustadt an der Donau und circa 30 km nordöstlich von Ingolstadt.

## Geschichte
1969 wurde eine Flurbereinigung durchgeführt. Ried gehörte bis zur Gebietsreform in Bayern 1978 zur Gemeinde Laimerstadt. 1983 hatte das Dorf bei 152 Einwohnern acht landwirtschaftliche Vollerwerbs- und zwei Nebenerwerbsbetriebe.

## Kapelle
Ried hat eine katholische Kapelle aus der Barockzeit mit einem westlichen Dachreiter.

## Vereine
- Krieger- und Kameradenverein Laimerstadt/Ried
- Katholische Landjugendbewegung Laimerstadt/Ried
- FC Laimerstadt
- Freiwillige Feuerwehr Laimerstadt/Ried